# Христо Димитров (хореограф)
Вижте пояснителната страница за други личности с името Христо Димитров.
Христо Ив. Димитров е български хореограф и режисьор, известен като създател и продуцент на фолклорен ансамбъл „Българе“.

## Биография
Роден е на 7 октомври 1969 г. във Варна, но живее и завършва средно образование в Шумен. От десетгодишен играе народни хора в самодейни състави. След отбиване на военната служба във флота, превръща хобито си в професия. От 1990 г. е редовен студент в Академията за музикално и танцово изкуство в Пловдив в специалността „Хореографска режисура“. Дипломира се през 1994 г. в класа на проф. Петър Луканов.
Живее в Пловдив и се реализира в предприемаческия, издателския и рекламния бизнес до 2000 г., когато се премества в София.

## Ансамбъл „Българе“
През 2002 г. с активната финансова подкрепа на британския поданик Ян Чарлз Андерсон подготвя създаването на своя частен професионален фолклорен ансамбъл в България.
На 1 октомври 2002 г. Христо Димитров и сестра му Елена Андерсон полагат началото на Национален фолклорен ансамбъл „БЪЛГАРЕ“.
На 3 април 2003 г. е дебютът на ансамбъла в Зала 1 на НДК с премиерата на музикално-танцовия спектакъл „Това е България!“, създаден от Христо Димитров.
Вторият му авторски спектакъл като сценарист, хореограф и режисьор е историческият „България през вековете“, с премиера през юни 2006 г.
Премиерата на третата му авторска творба – музикално-танцовия спектакъл „Албена“, е през май 2007 г.
Талантливият хореограф и режисьор създава през годините и т.нар. събитийни спектакли – „Морски истории“, „България в Европа“, „Последната нощ на Апостола“ и др.
В навечерието на 3 март 2012 г. е премиерата на екранизираната версия на спектакъла на ансамбъл „Българе“ „Това е България!“. Това е първият музикално-танцов фолклорен филм по сценарий и режисура на Христо Димитров.
Той е автор и на четвъртия мащабен спектакъл на ансамбъл „Българе“ – „Осмото чудо“, чиято премиера е през юни 2016 година.

## Продуцент и импресарио
Успешен продуцент на ансамбъл „Българе“ от самото му създаване.
От 2007 г. е продуцент и на български тенори, известни като трио „Уникалните гласове“. Създава хореографията и режисурата на музикално-танцовия им шоу спектакъл с участието на НФА „Българе“ с премиера през август 2008 г.
От 2009 година продуцира и дамското трио „Сопрано“. След прекратяване на отношения с тях, продуцира триото сопрани „Le Contesse“.
В края на 2011 г. разширява дейността си със създаването на Национална импресарска мрежа „НИМ“.

## Патриотични инициативи
Създава фондация „Българе“ (2004), чиито задачи са да подкрепя, съхранява и популяризира българското фолклорно и културно наследство в България и в чужбина.
Учредява Национално движение „Второ българско Възраждане“ (2005), привличайки към идеите му много патриоти от различни слоеве на българското общество. Издава луксозното патриотично списание „Българе“ (2005 – 2008). Организира кампанията „Да развеем българското знаме“ (2007). През 2010 г. е избран за член на Управителния съвет на Сдружение „Майка България“. През 2013 г. създава сдружение „Гражданска позиция“. Учредява Фондация „Вяра без граници“ (2012) и клуба „Библията отговаря“ (2014). През 2014 г. по негова идея и с активното му участие се учредява Сдружение „Пазители на българщината“, като е избран за председател на управителния съвет. През юли 2014 г., като председател на УС на „Пазители на българщината“, организира Националния събор „Войводска среща“ в Жеравна.

## Създател на фестивали
Международен фестивал на фолклорната носия в Жеравна, създаден и организиран от Христо Димитров и Фондация „Българе“, провеждан ежегодно в края на август от 2008 г.
Международен фестивал на танцовото изкуство в Кранево, организиран ежегодно – през юни от 2017 г.
Годишни награди „Златна муза“ за творби и постижения в областта на българското танцово изкуство – ежегодно в световния ден на танца – 29 април, от 2016 г.

## Политическа кариера
През 2021 г., на изборите за XLV народно събрание, е водач на листата за народни представители на ВМРО-БНД в 21 МИР Сливен. Партията не преминава 4% праг за влизане в парламента.

## Отличия
- Почетен знак „Златен век“ – (печат на Симеон Велики) и грамота от Министерството на културата за големия му принос в развитието на българската култура, по повод 24 май през 2014 г.
- Август 2015 г. – Христо Димитров е удостоен със званието „Почетен гражданин на град Котел“.
- Почетен гражданин на Шумен – с решение № 551 на Общински съвет – Шумен от 28 септември 2017 г.[3]
- Почетен знак на президента на Република България, от 7 октомври 2019 г., връчен от президента Румен Радев за значимия принос на Христо Ив. Димитров към съхранението, развитието и популяризирането на българския фолклор.
- „Орден Св. св. Кирил и Методий“ – първа степен – указ 103 от 1 юни 2020 г. на президента на Република България Румен Радев, за големите заслуги на Христо Ив. Димитров в областта на културата и изкуството и за популяризирането на българските традиции и фолклор.